# Pibekrave
Pibekraven er en del af præstens ornat og har hængt ved siden man begyndte at benytte den som del af beklædningen siden omkring midten af 1500-tallet.
En pibekrave laves af tre stykker hvidt bomuldsstof, der syes sammen forskudt, så der dannes kanaler, som derefter kan pibes op. Stoffet er ren bomuld, og det stives ved at blive kogt med risstivelse.
Kraven bliver syet på uniformsskrædderi og pibes op hos udvalgte pibedamer, der ved hjælp af et pibejern færdiggør pibekraven. Det er et håndværk at pibe en krave, og der findes kun få i Danmark, der stadig mestrer det.